# Горсшу-Біч (Флорида)
Горсшу-Біч (англ. Horseshoe Beach) — місто (англ. town) в США, в окрузі Діксі штату Флорида. Населення — 165 осіб (2020).

## Географія
Горсшу-Біч розташований за координатами 29°26′25″ пн. ш. 83°17′9″ зх. д. / 29.44028° пн. ш. 83.28583° зх. д. (29.440173, -83.285778).  За даними Бюро перепису населення США в 2010 році місто мало площу 1,25 км², з яких 1,17 км² — суходіл та 0,08 км² — водойми.

## Демографія
Згідно з переписом 2010 року, у місті мешкало 169 осіб у 86 домогосподарствах у складі 54 родин. Густота населення становила 135 осіб/км².  Було 378 помешкань (302/км²).
Расовий склад населення:
| - 100,0 % — білих |

До двох чи більше рас належало 0,0 %. Частка іспаномовних становила 1,2 % від усіх жителів.
За віковим діапазоном населення розподілялося таким чином: 10,7 % — особи молодші 18 років, 55,6 % — особи у віці 18—64 років, 33,7 % — особи у віці 65 років та старші. Медіана віку мешканця становила 58,9 року. На 100 осіб жіночої статі у місті припадало 96,5 чоловіків;  на 100 жінок у віці від 18 років та старших — 101,3 чоловіків також старших 18 років.
За межею бідності перебувало 8,9 % осіб, у тому числі 0,0 % дітей у віці до 18 років та 3,4 % осіб у віці 65 років та старших.
Цивільне працевлаштоване населення становило 32 особи. Основні галузі зайнятості: роздрібна торгівля — 50,0 %, освіта, охорона здоров'я та соціальна допомога — 25,0 %, транспорт — 15,6 %.